# 岸美洲鱥
岸美洲鱥（學名：Notropis petersoni），為輻鰭魚綱鯉形目雅羅魚科的其中一種，分布於北美洲美國北卡羅萊納州開普菲爾河和瓦卡莫河流域，南至佛羅里達州南部，西至密西西比州的喬登河流域，本魚呈長橢圓形且側扁，眼大、口近下位，體色深褐色，腹部銀白色，體中央有一條藍綠色寬縱帶，尾鰭叉形，體長可達8.2公分，棲息沙底質中大型河川、深潭底中層水域，生活習性不明。